# 弗雷德里克·马森
弗雷德里克·罗登贝格·马森（丹麥語：Frederik Rodenberg Madsen，1998年1月22日—）生于首都大区富勒斯市镇韦勒瑟，是一名丹麦男子自行车运动员。他曾在2016年获得全国青年公路锦标赛冠军。2017年，他加入Team Giant–Castelli，成为职业选手。